# Romualdo Chiesa
Romualdo Chiesa (Roma, 1º settembre 1922 – Roma, 24 marzo 1944) è stato un politico e partigiano italiano, martire nell'eccidio delle Fosse Ardeatine e Medaglia d'oro al valor militare alla memoria.

## Biografia

### Attività politica e militanza partigiana
Studente prima del Collegio San Giuseppe dei Fratelli delle scuole cristiane a Roma, poi del liceo "Visconti" ed infine della facoltà di ingegneria dell'Università di Roma, Romualdo Chiesa comincia a frequentare giovanissimo quello che sarà il gruppo dirigente del “Movimento dei Cattolici Comunisti”, l'associazione clandestina fondata da Franco Rodano a cui aderivano fra gli altri Marisa Cinciari, le sorelle Laura e Silvia Garroni, Adriano Ossicini, Mario Leporatti e  Tonino Tatò. Nella primavera del 1941, Franco Rodano elabora il “Manifesto del Movimento cooperativista”, in cui si sostiene la necessità di un immediato impegno dei cattolici contro il fascismo e si tenta di conciliare i concetti di proprietà e di libertà con quelli di un socialismo umanitario. Chiesa fa parte del nuovo movimento clandestino. Pochi mesi dopo, all'università, partecipa a un lancio di “stelle filanti” recanti scritte antifasciste ed è arrestato insieme a Mario Leporatti, Giorgio Castaldo e Tullio Migliori; pur essendo trattato con durezza, non fa nomi e viene scarcerato.
Il 10 settembre 1943, due gruppi di volontari, aderenti al movimento, si danno appuntamento in Via Galvani, per armarsi e combattere in difesa di Roma. Il primo gruppo, formato da studenti, è comandato da Romualdo Chiesa; il secondo, di operai di Monte Mario, è comandato da Ossicini e da Armando Bertuccioli. Il movimento ha il battesimo del fuoco a porta San Paolo e, immediatamente dopo la resa di Roma, prende il nome di Movimento dei Cattolici Comunisti. Il nuovo soggetto politico chiede di aderire al Comitato di Liberazione Nazionale ma non viene ammesso per l'opposizione della Democrazia Cristiana; gli si consente, peraltro, di essere rappresentato, in seno al comitato, dal Partito Democratico del Lavoro di Meuccio Ruini.

### Arresto e morte
Dopo essere sfuggito tre volte alla cattura, Romualdo Chiesa fu arrestato dai tedeschi il 15 febbraio 1944, a seguito di una denuncia da parte di una spia delle SS. Condotto nel carcere di via Tasso, venne torturato per giorni, fino quasi a perdere la vista. Il 24 marzo venne portato nelle cave di pozzolana lungo la via Ardeatina dove venne fucilato nell'Eccidio delle Fosse Ardeatine, conseguenza dell'azione partigiana in via Rasella.
Dopo la liberazione dell'Italia fu decorato con la Medaglia d'oro al valor militare alla memoria.
Una via del quartiere romano Decima porta il suo nome.